# ماغنوس صامويلسون (لاعب كرة قدم)
ماغنوس صامويلسون (بالسويدية: Magnus Samuelsson)‏ هو لاعب كرة قدم سويدي، ولد في 21 مايو 1971. لعب مع نادي أوربرو ونادي أوسترس ونادي لاهتي ونادي يورغوردينس.

## وصلات خارجية
- ماغنوس صامويلسون على موقع عالم كرة القدم.نت (الإنجليزية)